# 市政广场

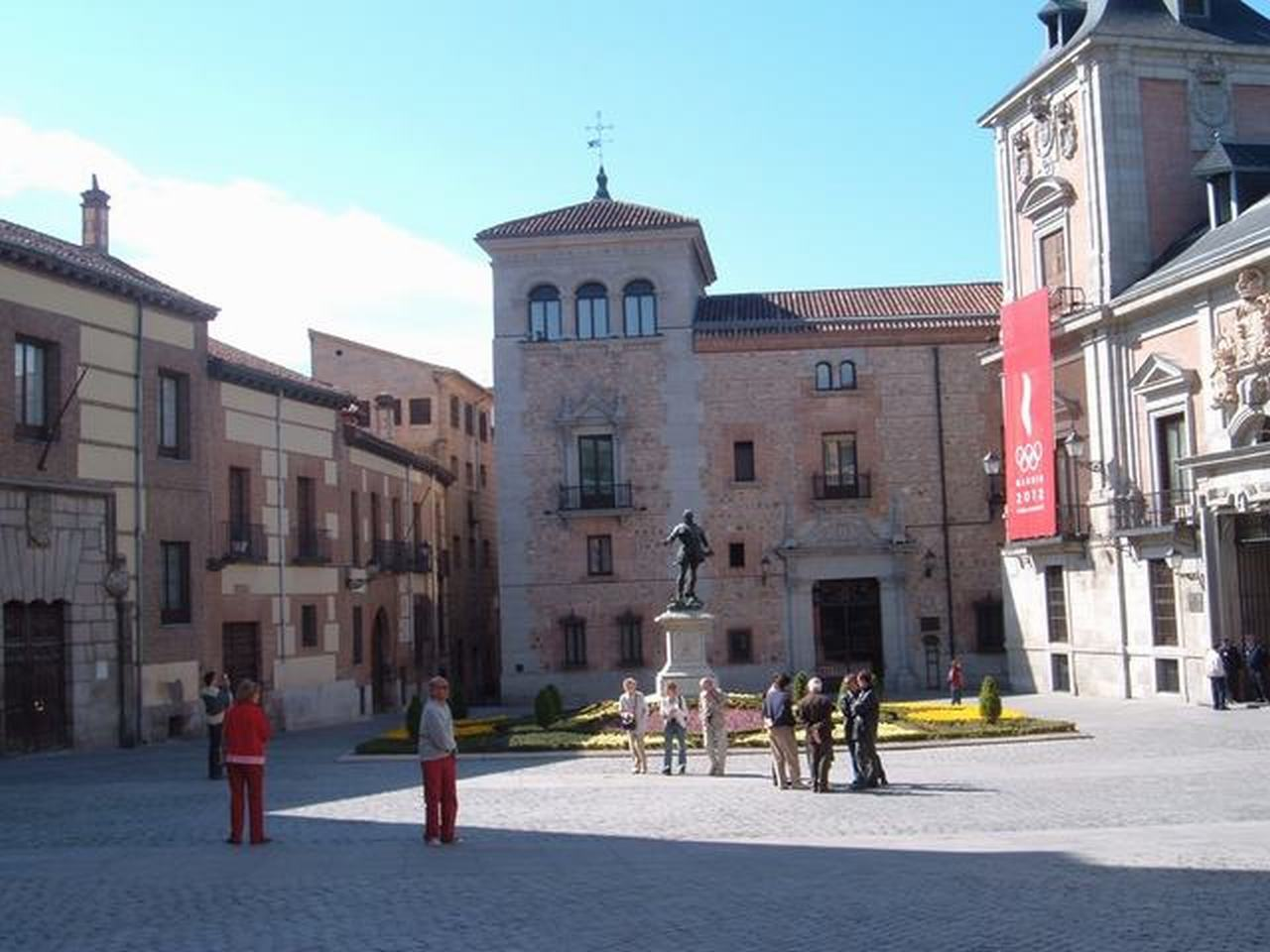
市政广场

市政广场（Plaza de la Villa）位于西班牙马德里的历史中心，北部沿着马约尔街（calle Mayor），还有三条中世纪小街汇聚于此：东面的肘弯街（la del Codo）、南面的线街（la del Cordón）和西面的马德里街（la de Madrid）。
市政广场三面为建于不同时期的历史建筑所包围：最古老的是位于东部的卢汉塔（Casa y Torre de los Lujanes），建于15世纪，哥特-穆德哈尔风格；其次是南面的西斯内罗斯之家（Casa de Cisneros，16世纪）；最后是位于西部的巴洛克市政厅，建于17世纪。
市政广场是中世纪马德里的核心。
广场中央是阿尔瓦罗·德·巴桑雕像。

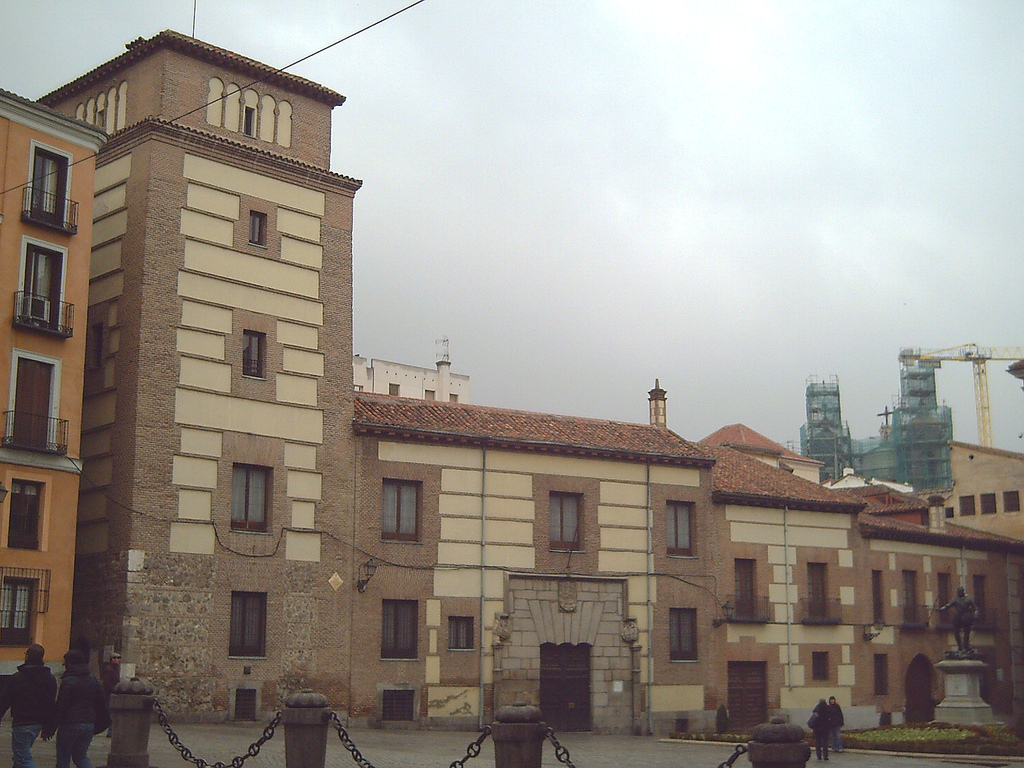
卢汉塔
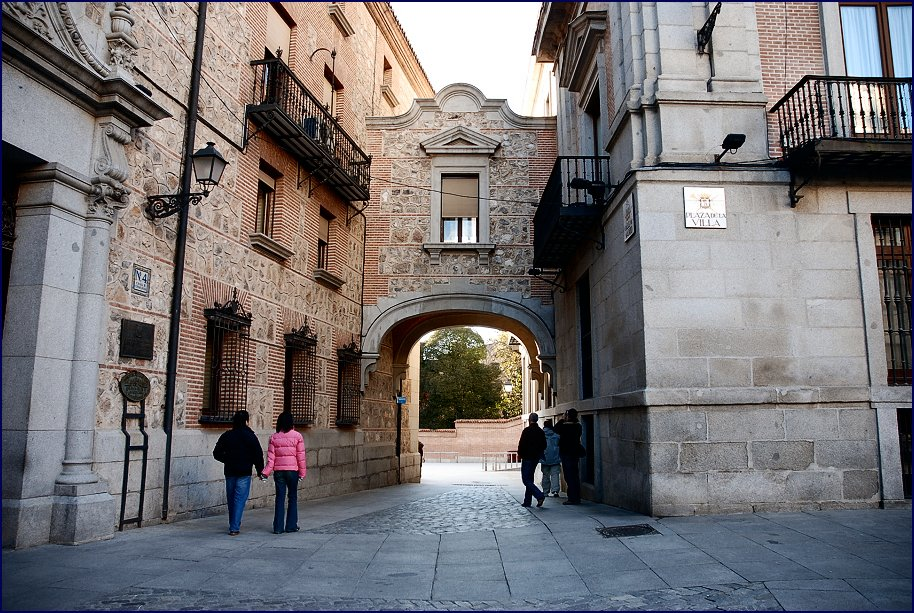
西斯内罗斯之家
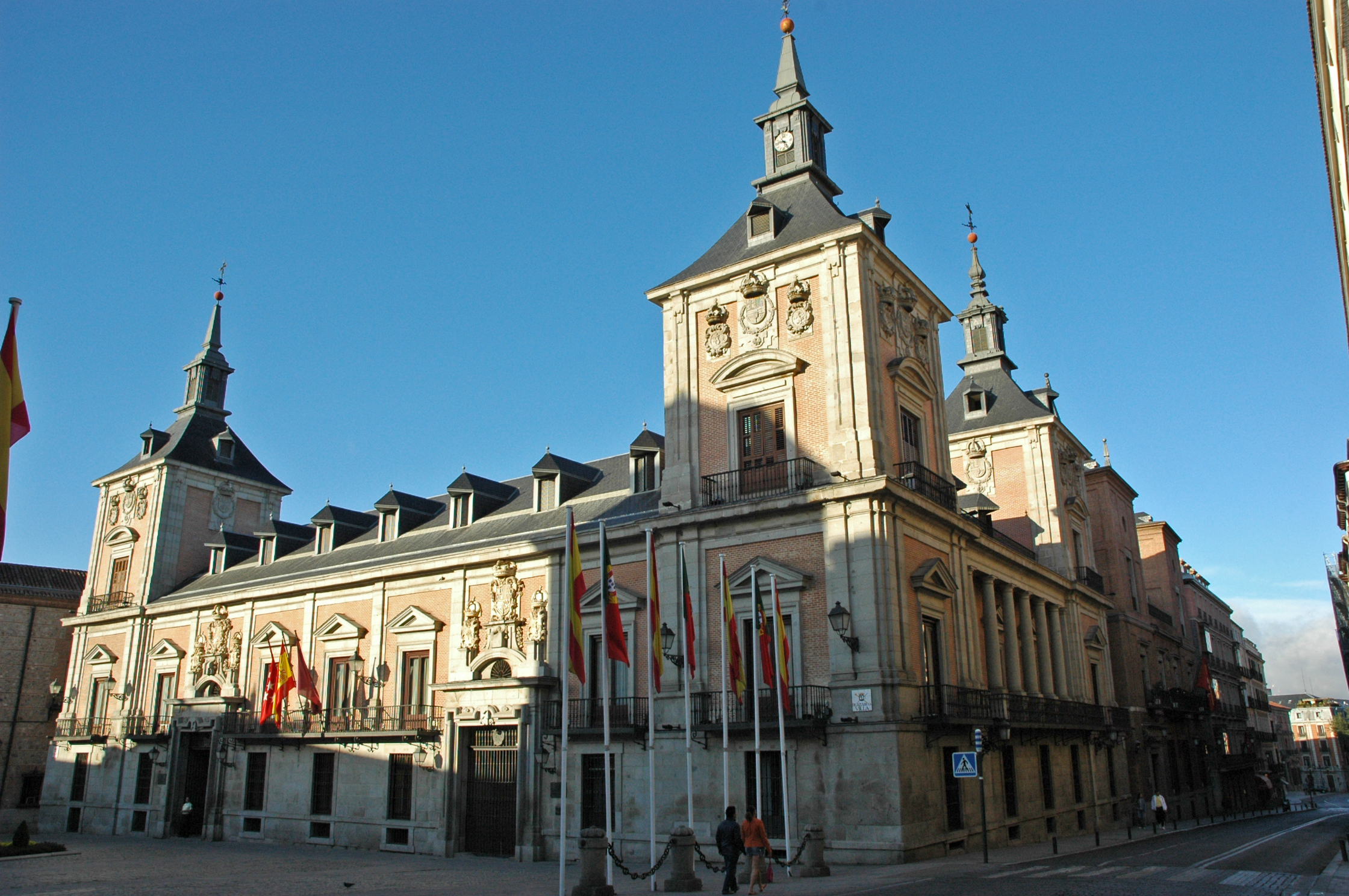
市政厅
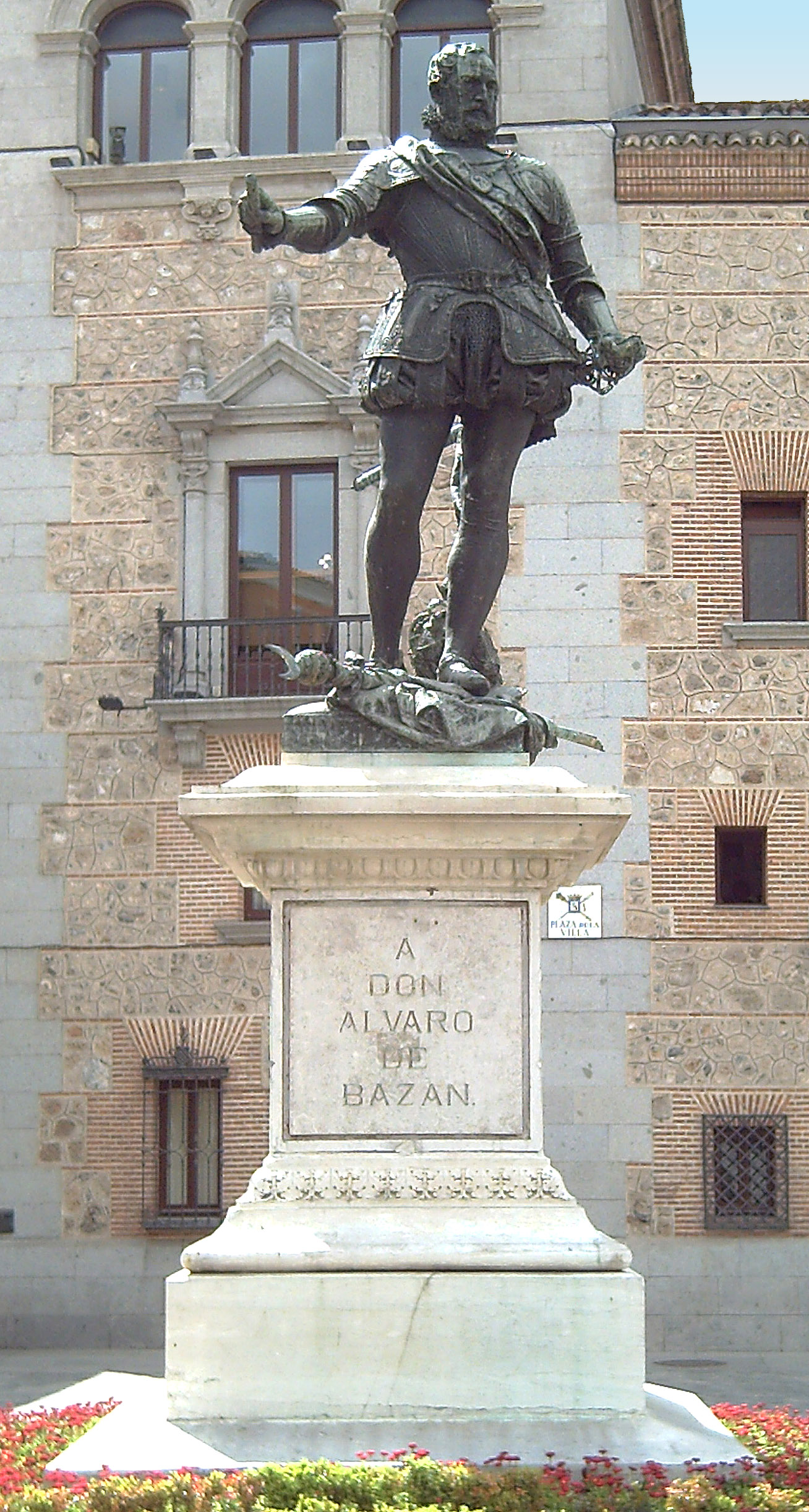
阿尔瓦罗·德·巴桑雕像